# ريم حمدان
ريم ابراهيم حمدان ممثلة سورية مقيمة في الإمارات، كانت بدايتها من خلال المسرح وخاصة مسرح الأطفال، قبل أن تقتحم مجال الدراما التلفزيونية من خلال مسلسل (يا من هواه) عام 2013،

## أعمالها

### المسلسلات التلفزيونية
- لو إني أعرف خاتمتي 2015
- دبي لندن دبي 2015
- زمن الطيبين 2015
- عام الجمر 2015
- طماشة 2014 الجزء 5
- أوراق من الماضي 2014
- قبل الأوان 2014
- دكة الفريج 2014
- يا من هواه 2013